# Łączki (Brzezinka)
Łączki (Łączki Brzezińskie) – przysiółek wsi Brzezinka w Polsce położony w województwie małopolskim, w powiecie krakowskim, w gminie Zabierzów. 
W latach 1975–1998 przysiółek administracyjnie należał do województwa krakowskiego.
Łączki Brzezińskie położone są u wylotu Doliny Będkowskiej w Rowie Krzeszowickim rozdzielającym Wyżynę Olkuską od Garbu Tenczyńskiego. Leżące na północnych stokach Wyżyny Olkuskiej ze względu na piękno krajobrazu i cenną przyrodę włączone zostały w obszar Parku Krajobrazowego Dolinki Krakowskie. Od północy łączą się z Łączkami – częścią wsi Kobylany. Przez tereny wsi przepływa mający swoje źródła w Dolinie Będkowskiej i uchodzący do Rudawy potok Będkówka. W północnej części przysiółka, po wschodniej stronie znajduje się skała Cebulowa.

## Szlaki turystyczne
– z Rudawy przez Radwanowice, Łączki Brzezińskie i całą długość Doliny Będkowskiej do Ojcowskiego Parku Narodowego.